# دیمیتری پاچکوریا
دیمیتری پاچکوریا (انگلیسی: Dimitri Pachkoria؛ زادهٔ ۷ دسامبر ۱۹۹۱) بازیکن فوتبال اهل اوکراین است.